# Ommatius euplocus
Ommatius euplocus är en tvåvingeart som beskrevs av H. Oldroyd 1972. Ommatius euplocus ingår i släktet Ommatius och familjen rovflugor. Inga underarter finns listade i Catalogue of Life.